# Vouarana
Vouarana é um género botânico pertencente à família Sapindaceae.